# Бондаренко, Григорий Алексеевич

Могила Г. А. Бондаренко на Новодевичьем кладбище Москвы

Григорий Алексеевич Бондаренко (7 мая 1921, Кривой Рог, Екатеринославская губерния — 5 сентября 1988, Москва) — советский военно-морской деятель, адмирал (15.12.1972), Герой Социалистического Труда (1985).

## Биография
Родился 7 мая 1921 года в городе Кривой Рог. Украинец.
В ВМФ с 1939 года. В 1941 году окончил Черноморское высшее военно-морское училище.
Во время Великой Отечественной войны участвовал в обороне Севастополя: командир взвода разведки, командир разведроты 8-й бригады морской пехоты, тяжело ранен в ногу. В феврале 1942 года после выписки из госпиталя, был назначен помощником командира сторожевого катера «СКА-025». 8 сентября 1942 года был ранен в левое плечо, но остался в строю. С декабря 1942 до апреля 1944 года — командир сторожевого катера «СКА-035», в апреле-сентябре 1944 года — командир звена 5-го дивизиона сторожевых катеров Черноморского флота. Участвовал в снабжении и эвакуации защитников осаждённого Севастополя, обороне Новороссийска, Южно-Озерейской, Новороссийской и Керченско-Эльтигенской десантных операциях, в операции по освобождению Крыма. Член ВКП(б) с 1943 года. 
В июне 1945 года капитан-лейтенант Бондаренко окончил Высшие специальные курсы офицерского состава ВМФ и был направлен на Тихоокеанский флот командиром тральщика «Т-332». Участвовал в Южно-Сахалинской десантной операции и послевоенном тралении в акваториях корейских портов. 
До ноября 1947 года продолжал службу командиром базовых тральщиков на Тихоокеанском флоте.  
В 1950 году окончил Военно-морскую академию имени К. Е. Ворошилова, получил очередное звание капитана 3-го ранга. 
В 1952 году назначен помощником командира 187-й бригады эскадренных миноносцев. В 1953 году капитан 2-го ранга стал командиром 150-й бригады эскадренных миноносцев Эскадры Черноморского флота.
В 1956—1958 годах — командир 19-й дивизии охраны водного района Восточно-Балтийской флотилии Балтийского флота. В 1958—1960 годах — начальник управления боевой подготовки штаба Балтийского флота.  
В 1962 году окончил Военную академию Генерального штаба.
В 1962—1965 годах — начальник штаба Балтийского флота, в 1965—1973 годах — начальник штаба Тихоокеанского флота. С 1973 года — заместитель главнокомандующего ВМФ по боевой подготовке — начальник боевой подготовки ВМФ.
Был главным военным консультантом художественных фильмов «Случай в квадрате 36-80» и «Одиночное плавание». 
Умер 5 сентября 1988 года в Москве, где и похоронен на Новодевичьем кладбище.

## Награды
- Медаль «Серп и Молот» (7.02.1985)[3];
- Орден Ленина (7.02.1985);
- Орден Октябрьской Революции (8.01.1980);
- четырежды орден Красного Знамени (31.01.1942; 14.09.1943; 30.12.1956; 31.10.1967);
- Орден Александра Невского (6.11.1943);
- дважды орден Отечественной войны 1-й степени (14.02.1946; 11.03.1985);
- Орден Красной Звезды (21.08.1953);
- Орден «За службу Родине в Вооружённых Силах СССР» 3-й степени (30.04.1975);
- медали;
- Орден Полярной звезды (Монголия) (6.07.1971);
- Орден «9 сентября 1944 года» 1-й (1984) и 2-й (14.09.1974) степеней с мечами.